# おはよう!こどもショー
『おはよう! こどもショー』は、1965年11月8日から1980年9月28日まで日本テレビ系列局で毎週月曜日から日曜日の早朝（7時 - 8時頃）に放送されていた子供向け番組。平日版は1979年3月2日をもって終了。土日版は一部ネット局で1980年9月まで継続した。当初はモノクロ放送だったが、1970年8月3日にカラー放送となった。

## 概要
初の「子供向けワイドショー」としてスタート。開始当初は生放送だったが、1969年頃からVTRに移行した。
開始当初は複数社提供だったが、1967年4月より提供スポンサーの無いPT番組(NSP) に変更された。
開始から1か月で10パーセントの視聴率を記録したが、その後は低迷が始まり、テコ入れとして1972年4月24日から大幅なリニューアルが行われた。このリニューアルでは司会者の入れ替え、変身ブームにあやかった「へんしんたいそう」やコーナードラマの『レッドマン』の導入などが行われた。このリニューアルが功を奏し、リニューアル前は3パーセント台だった視聴率は同年5月中旬には7パーセント台にまで回復した。

## 番組の終焉とその後
ところがその5年後の1977年に、放送時間を変更したことでフジテレビジョンの『ママとあそぼう!ピンポンパン』とその次に放送する『ひらけ!ポンキッキ』と時間が競合するようになり、それらの裏番組となったことで視聴者は急速にこの2番組へと移行し視聴率が激減し、フジテレビはおろか他局の番組にも視聴率で負けてしまう状況となった（1978年冬時点でのこの時間帯の視聴率はキー局最下位にまで転落した）。
この時、この番組の再リニューアルも子供やその親の視聴者より要望されたが、他の番組との関連などの事情もあり、リニューアルをせずに番組を終了することとした。その前段として、1979年3月2日をもって平日版の放送を終了（同年には日本テレビの子供向け番組であった『ロンパールーム』も終了）し、そして土日版の放送も1980年9月28日をもって終了。14年11か月の放送に幕を降ろした。
この番組が終了したことで、日本テレビではアニメ以外の子供向け番組を急速に縮小するようになり、1988年に一時的に撤退した。その後2002年に再開するも2004年に再び地上波からアニメを除く子供向け番組が撤退することとなり、2023年時点ではBS日テレで放送されている「それいけ！アンパンマンくらぶ」のみとなっている。

## 放送時間
いずれも日本時間。日本放送出版協会「放送学研究」からの参考。
| 開始年月   | 平日                  | 土曜                  | 日曜                  |
| ---------- | --------------------- | --------------------- | --------------------- |
| 1965年11月 | 07:15 - 08:15（60分） | 07:15 - 08:15（60分） | -                     |
| 1969年04月 | 07:15 - 08:30（75分） | 07:15 - 08:30（75分） | -                     |
| 1969年10月 | 07:15 - 08:00（45分） | 07:15 - 08:00（45分） | -                     |
| 1970年10月 | 07:15 - 08:00（45分） | 07:15 - 08:00（45分） | 07:15 - 07:55（40分） |
| 1971年04月 | 07:15 - 08:00（45分） | 07:15 - 08:00（45分） | 07:15 - 08:00（45分） |
| 1972年01月 | 07:25 - 08:15（50分） | 07:25 - 08:15（50分） | 07:15 - 08:00（45分） |
| 1974年04月 | 07:00 - 07:45（45分） | 07:00 - 07:45（45分） | 07:00 - 07:45（45分） |
| 1977年04月 | 07:45 - 08:25（40分） | 07:45 - 08:25（40分） | 07:00 - 07:45（45分） |
| 1978年04月 | 07:30 - 08:30（60分） | 07:30 - 08:30（60分） | 07:00 - 07:45（45分） |
| 1979年03月 | -                     | 07:00 - 07:45（45分） | 07:00 - 07:45（45分） |

### 平日
- 7:15 - 8:15 （1965年11月 - 1969年3月）
- 7:15 - 8:30 （1969年4月 - 1969年9月、ニュース枠廃止で延長）
- 7:15 - 8:00 （1969年10月 - 1971年12月、『木馬座アワー』→『チビラくん』などのため短縮）
- 7:25 - 8:15 （1972年1月 - 1974年3月、『NNNモーニング7』設置で枠移動）
- 7:00 - 7:45 （1974年4月 - 1977年3月）
- 7:45 - 8:25 （1977年4月 - 1978年3月、『NNNおはよう!ニュースワイド』設置、『カリキュラマシーン』移動のため）
- 7:30 - 8:30 （1978年4月 - 1979年3月、『カリキュラ』を合併。）

次番組は7:00 - 8:30の『ズームイン!!朝!』

### 土曜日
1965年10月から1979年3月までは平日と同じ。
- 7:00 - 7:45 （1979年3月 - 1980年9月、「おはよう!のどじまん」を放送）

次番組は『おはよう!サタデーOMOTAME情報局』

### 日曜日
- 7:15 - 7:55 （1970年10月 - 1971年3月）
- 7:15 - 8:00 （1971年4月 - 1974年3月、ミニ番組『あなたも体操を』の廃止で延長）
- 7:00 - 7:45 （1974年4月 - 1980年9月, 1978年4月以後は「小学生野球大会」を放送。）

次番組は『おはよう!サンデー』
休止は報道特別番組が編成された時程度で、年末年始でも放送していたが、日曜版は1978年以降、毎年8月に放送される大型特別番組『24時間テレビ 「愛は地球を救う」』編成の際に休止された。

## 出演者

### 開始〜1972年春まで

#### 司会
- 石川進（キューピーちゃん、開始〜1972年3月まで、楠→天地→小鳩と曜日別で司会を担当）
- 楠トシエ（ビンちゃん、開始〜1970年3月まで、石川と曜日別で司会を担当）
- 天地総子（おねえさん、1970年4月〜1971年3月まで、石川と曜日別で司会を担当）
- 小鳩くるみ（おねえさん、1971年4月〜1972年3月まで、石川と曜日別で司会を担当）
- 大村崑（こんちゃん、1971年6月〜1975年10月まで、土曜・日曜で司会を担当）
- 石川牧子（当時日本テレビアナウンサー、大村のアシスタント役を担当）

#### レギュラーなど
- ロバくん〔兄〕（着ぐるみ、演技と声・愛川欽也）
放送開始当初は、愛川の名前は非公開とされていた[7]。
- ロバくん〔弟〕（着ぐるみ、声・富山敬）
- ロバくん（マペット人形、声・田の中勇）
- ガマ親分（着ぐるみ→マペット人形、着ぐるみの演技[8]と声・加藤精三）
- 阿知波信介（体操のお兄さん）
- 太田真知（体操のお姉さん）
- 永井譲滋（体操のお兄さん）[9]
- キャロライン洋子
- 雷門ケン坊

### 1972年春〜1977年秋まで

#### 司会
- 鶴間エリ（エリちゃん, 1972年4月〜1973年10月まで司会を担当）
- 海老名美どり（みどりちゃん, 1973年11月〜1975年6月まで司会を担当、峰との結婚を機に降板）
- 三井恒 (おにいさん, 1972年4月〜1974年11月まで鶴間→海老名のアシスタントを担当)
- 朝戸鉄也（怪獣おじさん、小太郎おじさん, 1973年11月の「グリーンマン」スタートを機に特撮コーナーの解説・司会アシスタントとしてレギュラー入り。1975年4月の「牛若小太郎」終了と同時に降板）
- 関谷ますみ（マミちゃん, 1975年7月〜1977年9月まで司会を担当）
- 橋達也（たっちゃん, 1974年10月〜1977年9月まで海老名→関谷のアシスタントを担当）

#### 「のどじまん」コーナー司会
- 横山やすし・西川きよし（「こどものどじまん」初代司会、1975年10月〜1976年3月まで出演）
- 青空球児・好児（「こどものどじまん」2代目司会、1976年4月〜9月まで出演）
- 黒澤久雄（「おはよう!のどじまん」司会、1976年10月〜出演）
- 長谷川コッペ（「おはよう!のどじまん」司会、1976年10月〜出演）

#### レギュラーなど
- 峰竜太（体操のおにいさん, 1976年に石原プロへの入社、海老名との結婚を機に降板）
- オットくん（着ぐるみ、声・雷門ケン坊）
- ニャンダ（着ぐるみ、キャラクターデザイン・赤塚不二夫、声・海野かつを）
- サンダー杉山（サンダーおじさん→ゴキブリ）
- 山下毅雄（トンカチうたじまん審査員）
- 薗田憲一とデキシーキングス（トンカチうたじまん演奏）
- 谷啓（「こどものどじまん」初代審査員、やすし・きよし時代に出演）
- ハナ肇（「こどものどじまん」2代目審査員、球児・好児〜黒澤・コッペ時代に出演）
- JJS（JOHNNYS' ジュニア・スペシャル）（親子ゲーム進行・「おはよう！のどじまん」レギュラー, 1976年10月〜1978年まで出演）
- 古谷三敏（ダメおやじの何でも相談）
- 水野晴郎
- マンガ太郎
- 藤島ジュリー景子
- 坂上忍

### 最晩年（1977年秋〜1980年頃）
- 大場久美子（おねえさん, 1977年10月〜1979年2月まで「けでんと17号」レギュラーとして司会を担当
- つボイノリオ（ディスクジョッキー, 1977年10月〜1979年2月まで「ミニミニワイドジャーナル」レギュラーとして司会を担当〔当初は小川と週交代、後期は片山典子と曜日別で出演〕）
- 小川哲哉（ディスクジョッキー, 1977年10月より「ミニミニワイドジャーナル」をつボイと週交代で担当、短期間で降板）
- しものひろみ（ディスクジョッキー, 1978年4月〜1979年2月までつボイのアシスタント役として出演）
- 片山典子（ディスクジョッキー, 1978年4月〜1979年2月まで「ミニミニワイドジャーナル」レギュラーとして司会を担当<つボイとの曜日別で出演>）
- 佐藤B作（ディスクジョッキー, 1978年4月〜1979年2月まで片山のアシスタント役として出演）
- 太川陽介（1977年10月より出演）
- 香坂みゆき（1977年10月より出演）
- リトル・ピンク
- 車だん吉（「けでんと17号」のイビリマン役, 1977年10月より出演）
- 熊倉一雄（「こりゃなんだ」コーナー担当, 1977年10月より出演）
- 松金よね子（同上）
- 森川正太（同上）
- 齋藤太朗（ギニョさん、「カリキュラマシーン」統合に伴い, 1978年より同コーナーの進行役として出演）
- モーニングス（少年野球チーム。日曜放送分に出演。少年野球を放送）
  - 佐々木信也（初代「モーニングス」監督、元：高橋ユニオンズ内野手, 1976年9月〜?）
  - 大下弘（2代目「モーニングス」監督、元：東急セネタース内野手, ?〜1978年、フジテレビの女子プロ野球チーム「ニューヤンキース」監督就任のため降板）
  - 沼沢康一郎（3代目「モーニングス」監督、元：毎日オリオンズ捕手, 1978年〜1980年）

### 変遷
| 担当         | 出演者（ - 1969年度）                                                                                                   |
| ------------ | --- |
| 司会         | キューピーちゃん（石川進） / ビンちゃん（楠トシエ）                                                                     |
| キャラクター | ロバくん〔兄〕（愛川欽也） / ロバくん〔弟〕（声：富山敬） / ロバくん〔マペット〕（声：田の中勇） / ガマ親分（加藤精三） |
| その他       | 阿知波信介 / 太田真知                                                                                                   |

| 担当         | 出演者（1970年度）                                                |
| ------------ | ----------------------------------------------------------------- |
| 司会         | キューピーちゃん                                                  |
| おねえさん   | 天地総子                                                          |
| キャラクター | ロバくん〔兄〕 / ロバくん〔弟〕 / ロバくん〔マペット〕 / ガマ親分 |
| その他       | 阿知波信介 / 太田真知                                             |

| 担当         | 担当         | 出演者（1971年度）                                                |
| ------------ | ------------ | ----------------------------------------------------------------- |
| 司会         | 司会         | キューピーちゃん                                                  |
| おねえさん   | おねえさん   | 小鳩くるみ                                                        |
| キャラクター | キャラクター | ロバくん〔兄〕 / ロバくん〔弟〕 / ロバくん〔マペット〕 / ガマ親分 |
| のどじまん   | 司会         | 大村崑<1971年6月 - > / 石川牧子<1971年6月 - >                     |
| のどじまん   | 審査員       | 山下毅雄<1971年6月 - >                                            |
| のどじまん   | 演奏         | 薗田憲一とデキシーキングス<1971年6月 - >                          |
| その他       | その他       | 阿知波信介 / 太田真知                                             |

| 担当         | 担当         | 出演者（1972年度）                                      |
| ------------ | ------------ | ------------------------------------------------------- |
| 司会         | 司会         | エリちゃん（鶴間エリ）                                  |
| アシスタント | アシスタント | 三井恒                                                  |
| キャラクター | キャラクター | オットくん（声:雷門ケン坊） / ニャンダ（声:海野かつを） |
| のどじまん   | 司会         | 大村崑 / 石川牧子                                       |
| のどじまん   | 審査員       | 山下毅雄                                                |
| のどじまん   | 演奏         | 薗田憲一とデキシーキングス                              |
| その他       | その他       | 峰竜太 / サンダー杉山 / マンガ太郎 / 坂上忍             |

| 担当                   | 担当                   | 出演者（1973年度）                                                    |
| ---------------------- | ---------------------- | --------------------------------------------------------------------- |
| 司会                   | 司会                   | 鶴間エリ< - 1973年10月> / みどりちゃん（海老名美どり）<1973年11月 - > |
| アシスタント           | アシスタント           | 三井恒                                                                |
| 特撮                   | 特撮                   | 朝戸鉄也<1973年11月 - >                                               |
| ダメおやじの何でも相談 | ダメおやじの何でも相談 | 古谷三敏 / 藤島ジュリー景子 / ダメおやじ                              |
| キャラクター           | キャラクター           | オットくん / ニャンダ                                                 |
| のどじまん             | 司会                   | 大村崑 / 石川牧子                                                     |
| のどじまん             | 審査員                 | 山下毅雄                                                              |
| のどじまん             | 演奏                   | 薗田憲一とデキシーキングス                                            |
| その他                 | その他                 | 峰竜太 / サンダー杉山 / マンガ太郎 / 坂上忍                           |

| 担当                   | 担当                   | 出演者（1974年度）                                          |
| ---------------------- | ---------------------- | ----------------------------------------------------------- |
| 司会                   | 司会                   | みどりちゃん                                                |
| アシスタント           | アシスタント           | 三井恒< - 1974年11月> / たっちゃん（橋達也）<1974年10月 - > |
| 特撮                   | 特撮                   | 朝戸鉄也                                                    |
| ダメおやじの何でも相談 | ダメおやじの何でも相談 | 古谷三敏 / 藤島ジュリー景子 / ダメおやじ                    |
| キャラクター           | キャラクター           | オットくん / ニャンダ                                       |
| のどじまん             | 司会                   | 大村崑 / 石川牧子                                           |
| のどじまん             | 審査員                 | 山下毅雄                                                    |
| のどじまん             | 演奏                   | 薗田憲一とデキシーキングス                                  |
| その他                 | その他                 | 峰竜太 / サンダー杉山 / マンガ太郎 / 坂上忍                 |

| 担当                   | 担当                   | 出演者（1975年度）                                                                      |
| ---------------------- | ---------------------- | --------------------------------------------------------------------------------------- |
| 司会                   | 司会                   | みどりちゃん< - 1975年6月> / マミちゃん（関谷ますみ）<1975年7月 - >                     |
| アシスタント           | アシスタント           | たっちゃん                                                                              |
| 特撮                   | 特撮                   | 朝戸鉄也< - 1975年4月>                                                                  |
| ダメおやじの何でも相談 | ダメおやじの何でも相談 | 古谷三敏 / 藤島ジュリー景子 / 水野晴郎 / ダメおやじ                                     |
| キャラクター           | キャラクター           | オットくん / ニャンダ                                                                   |
| のどじまん             | 司会                   | 大村崑< - 1975年10月> / 石川牧子< - 1975年10月> / 横山やすし・西川きよし<1975年10月 - > |
| のどじまん             | 審査員                 | 山下毅雄< - 1975年10月> / 谷啓<1975年10月 - >                                           |
| のどじまん             | 演奏                   | 薗田憲一とデキシーキングス< - 1975年10月>                                               |
| その他                 | その他                 | 峰竜太< - 1975年6月> / サンダー杉山 / マンガ太郎 / 坂上忍                               |

| 担当                   | 担当                   | 出演者（1976年度）                                                                   |
| ---------------------- | ---------------------- | ------------------------------------------------------------------------------------ |
| 司会                   | 司会                   | マミちゃん                                                                           |
| アシスタント           | アシスタント           | たっちゃん                                                                           |
| ダメおやじの何でも相談 | ダメおやじの何でも相談 | 古谷三敏 / 藤島ジュリー景子 / 水野晴郎 / ダメおやじ                                  |
| キャラクター           | キャラクター           | オットくん / ニャンダ                                                                |
| のどじまん             | 司会                   | 青空球児・好児< - 1976年9月> / 黒澤久雄<1976年10月 - > / 長谷川コッペ<1976年10月 - > |
| のどじまん             | 審査員                 | ハナ肇                                                                               |
| モーニングス           | 監督                   | 佐々木信也<1976年9月 - >                                                             |
| モーニングス           | 実況                   | 志生野温夫<1976年9月 - >                                                             |
| モーニングス           | 解説                   | 須藤豊<1976年9月 - >                                                                 |
| その他                 | その他                 | サンダー杉山 / マンガ太郎 / 坂上忍 / JOHNNYS' ジュニア・スペシャル<1976年10月 - >    |

| 担当                     | 担当                     | 出演者（1977年度） |
| ------------------------ | ------------------------ | --- |
| 司会                     | 司会                     | マミちゃん< - 1977年9月> |
| アシスタント             | アシスタント             | たっちゃん< - 1977年9月> |
| ミニミニワイドジャーナル | ミニミニワイドジャーナル | つボイノリオ<1977年10月 - > / 小川哲哉<1977年10月 - >                                                                         |
| ダメおやじの何でも相談   | ダメおやじの何でも相談   | 古谷三敏 / 藤島ジュリー景子 / ダメおやじ                                                                                      |
| ドレミファそらゆけ       | ドレミファそらゆけ       | 太川陽介<1977年10月 - > / 香坂みゆき<1977年10月 - >                                                                           |
| けでんと17号             | けでんと17号             | 大場久美子<1977年10月 - > / 車だん吉<1977年10月 - >                                                                           |
| なんじゃこりゃ           | なんじゃこりゃ           | 熊倉一雄 / 松金よね子 / 森川正太                                                                                              |
| キャラクター             | キャラクター             | オットくん< - 1977年9月> / ニャンダ< - 1977年9月>                                                                             |
| のどじまん               | 司会                     | 黒澤久雄 / 長谷川コッペ |
| のどじまん               | 審査員                   | ハナ肇 |
| モーニングス             | 監督                     | 佐々木信也 / 大下弘 |
| モーニングス             | 実況                     | 志生野温夫 |
| モーニングス             | 解説                     | 須藤豊 |
| その他                   | その他                   | サンダー杉山< - 1977年9月> / マンガ太郎< - 1977年9月> / 坂上忍< - 1977年9月> / リトル・ピンク / JOHNNYS' ジュニア・スペシャル |

| 担当                     | 担当                   | 出演者（1978年度）                                                                 |
| ------------------------ | ---------------------- | ---------------------------------------------------------------------------------- |
| ミニミニワイドジャーナル | 月 - 水                | つボイノリオ< - 1979年2月> / しものひろみ< - 1979年2月>                            |
| ミニミニワイドジャーナル | 木・金                 | 片山典子< - 1979年2月> / 佐藤B作< - 1979年2月>                                     |
| ダメおやじの何でも相談   | ダメおやじの何でも相談 | 古谷三敏< - 1979年2月> / 藤島ジュリー景子< - 1979年2月> / ダメおやじ< - 1979年2月> |
| ドレミファそらゆけ       | ドレミファそらゆけ     | 太川陽介< - 1979年2月> / 香坂みゆき< - 1979年2月>                                  |
| けでんと17号             | けでんと17号           | 大場久美子< - 1979年2月> / 車だん吉< - 1979年2月>                                  |
| なんじゃこりゃ           | なんじゃこりゃ         | 熊倉一雄< - 1979年2月> / 松金よね子< - 1979年2月> / 森川正太< - 1979年2月>         |
| のどじまん               | 司会                   | 黒澤久雄 / 長谷川コッペ                                                            |
| のどじまん               | 審査員                 | ハナ肇                                                                             |
| モーニングス             | 監督                   | 沼沢康一郎                                                                         |
| モーニングス             | 実況                   | 志生野温夫                                                                         |
| モーニングス             | 解説                   | 須藤豊                                                                             |
| その他                   | その他                 | ギニョさん（齋藤太朗）< - 1979年2月> / リトルピンク< - 1979年2月>                  |

| 担当         | 担当   | 出演者（1979年度 - ）   |
| ------------ | ------ | ----------------------- |
| のどじまん   | 司会   | 黒澤久雄 / 長谷川コッペ |
| のどじまん   | 審査員 | ハナ肇                  |
| モーニングス | 監督   | 沼沢康一郎              |
| モーニングス | 実況   | 志生野温夫              |
| モーニングス | 解説   | 須藤豊                  |

## アニメ・特撮
いわゆるコーナードラマだった。

### 特撮
- レッドマン
- 行け!ゴッドマン
- 行け! グリーンマン
- 行け! 牛若小太郎

### アニメ（洋物カートゥーン）
- スーパースリー
- 電子鳥人Uバード
- ウッドペッカー
- トッポ・ジージョ
- もうれつバット君
- 突撃キャット君

### アニメ（日本製）
- とびだせ!バッチリ
- たまげ太くん

## コーナー紹介

### 初期
- はらはらマシーンゲーム
子供達が2チームに分かれて行うゲーム。
1人が、一定時間が立つと風船が割れる「はらはらマシーン」（前期は逆U字型。後期は一直線）の前に座り、他の人が風船が割れないようにしながら、玩具のタワーを組み立てる。より高く組み立てた方が勝ち（なおゲーム中に風船が割れたら、割れた分だけタワーのパーツを減らす）。
これは、かつてNHKで放送された『危険信号』や、フジテレビで放送された『赤かて!白かて!』と同形式のゲーム。後に『どちら様も!!笑ってヨロシク』(NTV) や『クイズ!ヘキサゴンII』（フジテレビ）でも、同じ形式のクイズを実施したことがある。
- どきどきばんばんゲーム大会
子供達が「どきどきチーム」と「ばんばんチーム」の2チームに分かれ、様々なゲームを行う（『底ぬけ脱線ゲーム』と同形式）。
- 人形劇「それいけトッピー」
脚本：瀬川拓男、人形：太郎座、音楽：小谷肇、声の出演 - トッピー：若山弦蔵、ノロ：愛川欽也、ガマ親分：加藤精三、ドラ：大山のぶ代、ドブ：月まち子

### 1974年頃
- オープニングトーク
- 特撮・アニメ
- 日替わりコーナー
- 体操のコーナー

### 1975年頃
- こどものどじまん
後述の「トンカチうたじまん」をリニューアル。月 - 金ではその日のチャンピオンを決め、土曜日の「チャンピオン大会」でその週のチャンピオンを決めた。決め役は、「シーシー」という着ぐるみの犬（出演：辻シゲル）が担当した。また月 - 金のラストでは、司会者が子供たちと一緒に「2部に向かってゴーッ!!」と叫んでコーナー転換をした。
- 人形劇「ドンケン」
犬の警察官・ドンケン（声：雨森雅司）と小悪党・ヘンゲ（声：肝付兼太）が繰り出すドタバタ劇。
ヘンゲは色々変身して、ドンケンの邪魔をする。その度にドンケンは、「逮捕!逮捕!」と叫びながら追いかけるが、ドジな性格のため、なかなか捕まえられない、というのが毎回のパターン。
- JJSの親子ゲームコーナー
- 体操・お便り・歌のコーナー

### 1976年10月以降（最晩年）
- おはよう!のどじまん
「こどものどじまん」をリニューアル。フォーマットは同じだが、歌が終わった後, 5人の子供審査員が点数を出し、全員が終わったら、日替わりのゲスト審査員の点数を加えてチャンピオンを決める方式になった。
このコーナーでは、ロバくんが着ぐるみで再登場した（声は変わった）。
- つボイノリオの「ミニミニわいどジャーナル」→「ミニわいどジャーナル」・歌のコーナー
当初は小川哲哉と週交代で担当。開始から程なく小川が降板、しばらくの間はつボイ単独で担当したのち、片山典子と曜日別（つボイが月〜水、片山が木・金）での担当となった。
- こりゃなんだ?
熊倉一雄・松金よね子・森川正太が原始人に扮し、現代の物（タワシや温度計など）を調べるコント。
- もしも…
「もしも○○だったら」を見せるコント。
- なにがあったか○月○日
つボイノリオ（または片山典子）が進行を担当。
- 太川陽介・香坂みゆきによる「陽介・みゆきのドレミファそらゆけ！」
- カリキュラマシーン（番組統合による）
直前にゴリラの一郎が現れる。新聞休刊日は読売新聞ニュース放送のため休止だった。
- 歌のコーナー
いわゆる番組のオリジナルソングのコーナー。この頃からフィルムやアニメに合わせて歌が出るようになった。
リトル・ピンクの「ピンクのいちご」「わたしはタバサ」など。また、王貞治へのオマージュソングである「BIG1」（歌・坂上忍）や、「後楽園のモグラ」など、読売ジャイアンツ関連の曲も多かった。
末期になると、山本雄二の「キリンさん」や、ポップコーンの「ブルーロマンス薬局（ファーマシー）」といった、オリジナルでない曲も出るようになった。
- けでんと17号
大場久美子をおねえさんとして、子供たちが「けでんと17号」という乗り物に乗り、途中でいろいろな体験をしていくコーナー. 8:00前後 - 番組エンディングまで。時折、大場が自分の持ち歌（「エトセトラ」「フルーツ詩集」）を歌った。コーナー名の「けでんと」は「飛んでけ」の逆さ読み, 17号は開始時の大場の年齢から。
  - イビリマンのコーナー
  - ヤラレマンのコーナー
  - こおろぎ'73との歌のコーナー
現在でも幼児番組で流される「おべんとうばこのうた」はこのコーナーが初出である。
  - インディアンのジェロイモとのエンディング
ジェロイモとは、インディアンの首長の扮装をしたインド出身のカナダ人コメディアン。元プロレスラーで、引退後はタイガー・ジェット・シン、アブドーラ・ザ・ブッチャーのマネージャーを経て、タレントに転身したデイ・マサンドという人物。後にカナダへ帰国した[10][11]。当初の芸名は「おかしなインディアン」で、当時同局で放送されていた『時間だヨ!アイドル登場』にレギュラー出演しており、同番組で一般公募により芸名が決められた。
- ゴキブリコンコンゲーム
- おはよう!アイドルさん
- ダメおやじの何でも相談
古谷三敏と藤島ジュリー景子による悩み相談のコーナー。ただし回答をするのはあくまで漫画のダメおやじである。

### 日曜版（1970年 - 1976年9月19日）
- コンちゃんのトンカチうたじまん→こどものどじまん 飛び入り大会
  - なお、1971年5月までは平日（土曜を含む）放送分と同様の番組構成で放送。

### 土日版（1976年9月26日 - 1980年9月）
- 土曜日=のどじまんチャンピオン大会→おはよう!のどじまん 飛び入り大会（平日放送終了後の1979年3月よりのどじまんは土曜のみとなり、毎月最終土曜にはチャンピオン大会が行われた）
- 日曜日=番組で結成した少年野球チーム「モーニングス」が全国の少年野球チームと対戦した。実況：志生野温夫（元日本テレビアナウンサー）、解説：須藤豊（当時日本テレビ野球解説者）。

## 番組で紹介した歌
- おはよう!こどもショーのテーマ（作詞：松本重美、作曲：宇野誠一郎、歌：楠トシエ、石川進、愛川欽也、ひばり児童合唱団）
楠・石川時代のオープニングテーマ。
- びんちゃんのうた（楠トシエ）
- きゅーぴーちゃんのうた（石川進）
- ろばくんのうた（楠トシエ、石川進、愛川欽也）
- ガマのうた（作詞：山崎璋、作曲：小谷肇、歌：加藤精三）
- おーい!たいそうだよ（作詞：NTV, 作曲：山本直純、歌：楠トシエ、ひばり児童合唱団）
番組初の体操。4番では「冬」にちなんで、視聴者から送られて来た紙吹雪を降らせていた。
同局放送の『新・オバケのQ太郎』でも流れた事がある。
- はねたりとんだり（作詞：サトウハチロー、作曲：小川寛興、歌：ペギー葉山、友竹正則）
- トンカチうたじまんのうた（大村崑）
「こどものどじまん」でも、一部歌詞変更&カットして流用。
- へんしんたいそう（作詞：里吉しげみ・こどもショー、作編曲：すぎやまこういち、歌：比呂公一、コロムビアゆりかご会、グリーンピース）
変身ブームに便乗して作られた体操。
- わたしはみどり（海老名美どり）
「みどり」のアクロスティックソング。
- 春はいいな（海老名美どり）
- ニャンダのうた（海野かつを）
- きんきらたいそう（水木一郎）
- のってるのってる（関谷ますみ）
2部構成（1部は「のどじまん」）になった時の、第2部のオープニングテーマ。
- パイの歌(JJS)
- グヤグヤの歌（森川正太）
昔話の時代での、とある山奥の村を舞台にした、色々な動物の鳴き声の歌。森川は作詞&作曲も担当。
- あいつの机（作詞：千家和也、作曲：中村泰士、歌：ささきいさお）
転校していった「あいつ（親友）」を思う少年の歌。
映像ではラスト、美少女転入生が「あいつ」の机に座り、少年はうれしくも不満になるというオチ。
- 巨人の好きな子この指とまれ（ジャニーズ少年団）
「神様　仏様　キリスト様　アラー様　巨人を勝たせて下さいな」のサビが特徴的な曲
- 2001年生まれのフランケンシュタイン（常田富士男）
- オリバー君のロックンロール（池田鴻）
- ションベン小僧（作詞：増永直子、作曲：大野雄二、歌：小坂忠）
食事時にも拘らず、急所を唄った歌。
- おはようこんにちはさようなら（石川進）
3つの言葉を、日本語・中国語・フランス語・英語で言う。
- ニョキニョキ節（石川進）
鉛筆・アンテナ・ビルが伸びる。なお仮にアンテナがフランスまで伸びても当時の放送方式の違いから視聴はそのままでは不可能である。
- ぼくの綿菓子旅行（石川進）
映像（アニメーション）には、関谷ますみとサンダー杉山がアニメになって登場。
- ガオーはキングコングの合言葉（子門真人）
1976年公開の映画『キングコング』のイメージソング。
映像では, 1976年版の映画のワンシーンが映し出されていた。
- らっぱっぱ(JJS)
- またですか?(JJS)
マンネリ料理に嫌気がさす少年の気持ち。
- 後楽園のモグラ(ADO)
後楽園球場が人工芝になり、地下に住んでたモグラが引っ越そうとする。
- あの子（作詞：千家和也、作曲：すぎやまこういち、歌：桜井たえこ）
乱暴な少年を好きになった、少女の気持ち。
- ボールズ・ボールズ（モーニングス）
- ばびぶべぼくちゃん（子門真人）
“はひふへほ”を中心に濁音・半濁音の事を唄う。映像には子門本人も登場。
- だるまさんがころんだ（作詞・作曲：山本正之、歌：斉藤こず恵、斉藤ゆかり）
百まで数える“いんちきな数え方”を伝授する歌。後年『みんなのうた』でも流された（その際の歌は、こず恵単独による）。
- ピンクのいちご（リトル・ピンク）
- わたしはタバサ（リトル・ピンク）
双子の姉妹による歌手であったリトル・ピンクは、ピンク・レディーのフォロワーとして売り出された。『わたしはタバサ』は『カルメン'77』の影響を受けている。
- キリンさん（山本雄二）
作曲は堀内孝雄。後年、たにぞう（谷口國博）&みゆうにより「きりんさん」の曲名でカバーされている。
- BIG1（坂上忍）
- ブルーロマンス薬局（ポップコーン）
- かぐや姫は宇宙人（子門真人）
- ガリバーがころんだら（子門真人）
- おべんとうばこのうた（こおろぎ'73）
- おはよう!グッドモーニング（作詞：？、作編曲：ミッキー吉野、歌：JJS）
JJS時代に使用されたテーマ。ミッキーが劇伴を担当した同局特撮番組『小さなスーパーマン ガンバロン』でも、劇中や次回予告でインストルメンタルが使用された。

## ネット局
※系列は当時の系列。
| 放送対象地域  | 放送局         | 系列                                         | 備考 |
| ------------- | -------------- | -------------------------------------------- | --- |
| 関東広域圏    | 日本テレビ     | 日本テレビ系列                               | 制作局 |
| 北海道        | 札幌テレビ     | 日本テレビ系列                               | 1972年3月まではフジテレビ系とのクロスネット局 日曜版は1976年3月28日まで放送。                                                         |
| 青森県        | 青森放送       | 日本テレビ系列 テレビ朝日系列                | 『RABニュースレーダー』放送開始に伴い、 1970年4月1日から夕方移動直前の1977年4月1日まで休止。 1975年3月までは日本テレビ単独加盟局      |
| 岩手県        | テレビ岩手     | 日本テレビ系列                               | 1970年4月から 1980年3月まではテレビ朝日系とのクロスネット局                                                                           |
| 秋田県        | 秋田放送       | 日本テレビ系列                               | 1975年9月に打ち切り |
| 山形県        | 山形放送       | 日本テレビ系列 テレビ朝日系列                | 1980年3月までは日本テレビ単独加盟局                                                                                                   |
| 宮城県        | 仙台放送       | フジテレビ系列 日本テレビ系列                | 1967年4月3日から1970年9月30日まで放送。                                                                                               |
| 宮城県        | ミヤギテレビ   | 日本テレビ系列                               | 1970年10月開局から 1975年9月まではテレビ朝日系とのクロスネット局                                                                      |
| 福島県        | 福島テレビ     | 日本テレビ系列                               | 1965年の放送開始から1971年4月3日まで放送。 土曜版は放送開始から1966年3月までは、7:45 - 8:15に放送。 1966年4月から同時ネットになった。 |
| 福島県        | 福島中央テレビ | 日本テレビ系列 テレビ朝日系列                | 1971年10月1日の福島テレビとのネット交換から放送。 土曜版は1979年10月27日まで放送。                                                    |
| 山梨県        | 山梨放送       | 日本テレビ系列                               | |
| 新潟県        | 新潟総合テレビ | 日本テレビ系列 フジテレビ系列 テレビ朝日系列 | 1969年7月から1977年3月まで |
| 富山県        | 北日本放送     | 日本テレビ系列                               | 1971年4月5日から（放送時間は7:20 - 8:00） 1974年1月31日途中打ち切り。 なお、土曜版はネットされなかった。                              |
| 福井県        | 福井放送       | 日本テレビ系列                               | 1971年4月5日から（放送時間は7:15 - 8:05）                                                                                             |
| 静岡県        | 静岡第一テレビ | 日本テレビ系列                               | 1979年7月開局から、週末のみ放送 |
| 中京広域圏    | 名古屋テレビ   | 日本テレビ系列 テレビ朝日系列                | 1973年3月まで |
| 中京広域圏    | 中京テレビ     | 日本テレビ系列                               | 1973年4月から 変則ネット解消に伴う移行                                                                                                |
| 近畿広域圏    | 読売テレビ     | 日本テレビ系列                               | |
| 鳥取県 島根県 | 日本海テレビ   | 日本テレビ系列 テレビ朝日系列                | |
| 広島県        | 広島テレビ     | 日本テレビ系列                               | 1975年9月まではフジテレビ系とのクロスネット局                                                                                         |
| 山口県        | 山口放送       | 日本テレビ系列 テレビ朝日系列                | 1978年9月までは日本テレビ単独加盟局                                                                                                   |
| 徳島県        | 四国放送       | 日本テレビ系列                               | [ 注釈 2 ] |
| 香川県        | 西日本放送     | 日本テレビ系列                               | 当時の放送免許エリアは香川県のみ |
| 高知県        | 高知放送       | 日本テレビ系列                               | 1970年4月から |
| 福岡県        | 福岡放送       | 日本テレビ系列                               | 1969年4月開局から |
| 長崎県        | テレビ長崎     | 日本テレビ系列 フジテレビ系列                | 1971年から |
| 大分県        | テレビ大分     | フジテレビ系列 日本テレビ系列 テレビ朝日系列 | 1970年10月時点では放送なし |
| 鹿児島県      | 鹿児島テレビ   | フジテレビ系列 日本テレビ系列 テレビ朝日系列 | 1971年から |
| 沖縄県        | 沖縄テレビ     | フジテレビ系列                               | 本土復帰後一時期のみ |